# Tachymenis
Tachymenis – rodzaj węży z podrodziny Dipsadinae w rodzinie połozowatych (Colubridae).

## Zasięg występowania
Rodzaj obejmuje gatunki występujące w Peru, Chile, Boliwii i Argentynie. 

## Systematyka

### Etymologia
Tachymenis: gr. ταχυς takhus „szybki”; μηνις mēnis, μηνιος mēnios „gniew”.

### Podział systematyczny
Do rodzaju należą następujące gatunki:
- Tachymenis ocellata Dumeril, Bibron, & Dumeril, 1854
- Tachymenis peruviana Wiegmann, 1835
- Tachymenis trigonatus (Leybold, 1873)